# Bartłomiejówka (obwód homelski)
Bartłomiejówka (biał. Барталамееўка, Bartałamiejeuka; ros. Бартоломеевка, Bartołomiejewka)  – wieś na Białorusi, w obwodzie homelskim, w rejonie wieteckim.
W wyniku katastrofy w elektrowni jądrowej w Czarnobylu i skażenia promieniotwórczego mieszkańcy wsi zostali przesiedleni.